# 掌が語ること
「掌が語ること」（てのひらがかたること）は、AKB48の楽曲である。

## 背景とリリース
AKB48および姉妹グループ（SKE48・NMB48・HKT48）が展開しているチャリティー活動「「誰かのために」プロジェクト」の一環として、2013年3月8日18時 (JST) から全世界に無料配信された。
ミュージック・ビデオは、被災地訪問のスライドショーで構成されており、当曲に関しては特段の選抜メンバーは決められていない。